# Тшебехув (Кросненський повіт)
Тшебехув (пол. Trzebiechów, нім. Trebichow) — село в Польщі, у гміні Машево Кросненського повіту Любуського воєводства.
Населення — 195 осіб (2011).
У 1975-1998 роках село належало до Зеленогурського воєводства.

## Демографія
Демографічна структура станом на 31 березня 2011 року:
|          | Загалом | Допрацездатний вік | Працездатний вік | Постпрацездатний вік |
| -------- | ------- | ------------------ | ---------------- | -------------------- |
| Чоловіки | 99      | 21                 | 68               | 10                   |
| Жінки    | 96      | 21                 | 52               | 23                   |
| Разом    | 195     | 42                 | 120              | 33                   |